# Pedro Nolasco
Pedro Nolasco, född den 2 februari 1962, död 15 september 1995, båda i La Romana, Dominikanska republiken, var en dominikansk boxare som tog OS-brons i bantamviktsboxning 1984 i Los Angeles. I semifinalen besegrades han av italienaren Maurizio Stecca.